# Berceto
Berceto (en dialecte parmesan Bersèjj) est une commune italienne d'environ 2 200 habitants située dans la province de Parme, dans la région Émilie-Romagne.

## Administration
| Période                                  | Période | Identité | Étiquette | Qualité |
| ---------------------------------------- | ------- | -------- | --------- | ------- |
|                                          |         |          |           |         |
| Les données manquantes sont à compléter. |         |          |           |         |

### Hameaux
Lozzola (env. 70 hab.), Bergotto, Corchia.

### Communes limitrophes
Borgo Val di Taro, Calestano, Corniglio, Pontremoli, Solignano, Terenzo, Valmozzola.

## Personnalité liée à la commune
- Alberto Agnetti, député et sénateur du royaume d'Italie, est né en 1857 à Berceto.